# Championnat de France féminin de handball
| \| Angoulême Besançon Bourg-de-Péage Brest Cergy Dijon Fleury-les-A. Issy/Paris Le Havre Mérignac Metz Mios Nantes Nice Nîmes St-Amand Toulon Toulouse Celles/Belle Chambray Vesoul \| Localisation des clubs engagés · dans le championnat de 2008 à 2022. |
| Angoulême Besançon Bourg-de-Péage Brest Cergy Dijon Fleury-les-A. Issy/Paris Le Havre Mérignac Metz Mios Nantes Nice Nîmes St-Amand Toulon Toulouse Celles/Belle Chambray Vesoul                                                                            |

Le Championnat de France féminin de handball, dénommé Ligue Butagaz Énergie ou Division 1, est une compétition de clubs féminins de handball en France qui constitue le sommet de la hiérarchie de ce sport. La compétition se déroule annuellement depuis 1951 sous forme d'un championnat mettant aux prises, actuellement, quatorze clubs professionnels et est organisé par la Ligue féminine de handball. Une saison du championnat commence en été et se termine au printemps suivant.
Avec vingt-sept titres de champion de France remportés entre 1989 et 2025, le Metz Handball est le club qui domine nettement la compétition, devançant l'US Ivry et ses neuf victoires.

## Historique
La première édition du championnat de handball à 7 a eu lieu lors de la saison 1951-1952. Jusqu'alors, c'est dans sa version à 11 joueuses sur un terrain de football qui prévaut et donne lieu à un championnat de France. L'École Simon-Siégel est la dernière formation sacrée à 11 et la première sacrée à 7.
Le 28 mai 2019 Butagaz, déjà partenaire officiel de la Fédération française de handball, devient le premier partenaire historique de la ligue féminine. À partir de la saison 2019-2020 le championnat de LFH se nomme la Ligue Butagaz Énergie.

## Formule de la compétition
La formule de la compétition a régulièrement évolué au cours des saisons, tant concernant le nombre d'équipes engagées que les modalités, en particulier la présence ou non d'une phase finale à deux équipes ou plus pour déterminer le club champion de France.

### Formule actuelle
Depuis la saison 2020-2021, quatorze équipes professionnelles prennent part à la compétition,.
Les participants incluent les treize premiers clubs de la saison précédente du championnat, ainsi que le club VAP le mieux classé du championnat de deuxième division, promu.
Depuis la saison 2022-2023, le championnat comprend une seule phase organisée sous forme de matches aller-retour entre les 14 clubs. La finale entre les deux premiers de la saison régulière est supprimée. Ainsi, le club terminant premier du classement à l'issue des vingt-six journées de championnat est déclaré champion de France.

### Classement final et qualifications européennes
Du fait de la deuxième place de la France au Classement 2021 des championnats européens, le champion de France est qualifié pour la Ligue des champions et quatre équipes sont qualifiées pour la Ligue européenne : le vainqueur de la Coupe de France et les équipes classées de la deuxième à la quatrième place. À noter qu'il est possible de demander une invitation (wild-card) pour la Ligue des champions pour l'un des clubs qualifiés pour la Ligue européenne ainsi qu'une invitation en Ligue européenne pour un club non qualifié.

## Clubs participants
| Club                                        | 07-08              | 08-09              | 09-10              | 10-11              | 11-12                | 12-13              | 13-14              | 14-15              | 15-16              | 16-17              | 17-18              | 18-19              | 19-20              | 20-21              | 21-22              | 22-23              | 23-24                     | 24-25              | 25-26 |
| ------------------------------------------- | ------------------ | ------------------ | ------------------ | ------------------ | -------------------- | ------------------ | ------------------ | ------------------ | ------------------ | ------------------ | ------------------ | ------------------ | ------------------ | ------------------ | ------------------ | ------------------ | ------------------------- | ------------------ | ----- |
| Angoulême Charente HB                       | 9e                 | 9e                 | 10e                | -                  | -                    | -                  | -                  | -                  | -                  | -                  | -                  | -                  | -                  | -                  | -                  | -                  | -                         | -                  | -     |
| Sambre Avesnois Handball                    | -                  | -                  | -                  | -                  | -                    | -                  | -                  | -                  | -                  | -                  | -                  | -                  | -                  | -                  | -                  | -                  | -                         | 14e                | Ec    |
| ES Besançon                                 | 6e                 | 6e                 | -                  | 10e                | 10e                  | 9e                 | 10e                | -                  | 6e                 | 4e                 | Médaille de bronze | 5e                 | 7e                 | Médaille de bronze | 4e                 | 6e                 | 8e                        | 5e                 | Ec    |
| Bourg-de-Péage DHB                          | -                  | -                  | -                  | -                  | -                    | -                  | -                  | -                  | -                  | -                  | 10e                | 11e                | 9e                 | 8e                 | 9e                 | NC                 | -                         | -                  | -     |
| Brest Bretagne Handball                     | -                  | 11e                | 7e                 | Médaille d'argent  | Médaille d'or · Stop | -                  | -                  | -                  | -                  | Médaille d'argent  | Médaille d'argent  | Médaille de bronze | 1er                | Médaille d'or      | Médaille d'argent  | Médaille d'argent  | Médaille d'argent         | Médaille d'argent  | Ec    |
| HBC Celles/Belle                            | -                  | -                  | -                  | -                  | -                    | -                  | -                  | -                  | -                  | 11e                | -                  | -                  | -                  | -                  | 13e                | 10e                | -                         | -                  | -     |
| Cergy Handball                              | -                  | -                  | -                  | 11e                | -                    | -                  | -                  | -                  | -                  | -                  | -                  | -                  | -                  | -                  | -                  | -                  | -                         | -                  | -     |
| Chambray Touraine HB                        | -                  | -                  | -                  | -                  | -                    | -                  | -                  | -                  | -                  | 6e                 | 7e                 | 6e                 | 11e                | 4e                 | 6e                 | 4e                 | 6e                        | 4e                 | Ec    |
| JDA Dijon                                   | 4e                 | 7e                 | 6e                 | 9e                 | 9e                   | 10e                | -                  | 9e                 | 8e                 | 5e                 | 11e                | 10e                | 8e                 | 10                 | 8e                 | 5e                 | 5e                        | Médaille de bronze | Ec    |
| CJF Fleury                                  | 10e                | 8e                 | 9e                 | 7e                 | 8e                   | Médaille d'argent  | 4e                 | Médaille d'or      | Médaille d'argent  | 9e                 | 8e                 | 7e                 | Médaille de bronze | 9e                 | 14e                | -                  | -                         | -                  | -     |
| Le Havre AC                                 | Médaille d'argent  | Médaille d'argent  | Médaille d'argent  | 6e                 | 6e                   | 6e                 | Médaille de bronze | 10e                | -                  | -                  | 12e                | -                  | -                  | -                  | -                  | -                  | -                         | -                  | Ec    |
| Mérignac Handball                           | 8e                 | -                  | -                  | -                  | -                    | -                  | -                  | -                  | -                  | -                  | -                  | -                  | 12e                | 13e                | 10e                | 13e                | 10e                       | 9e                 | -     |
| Metz Handball                               | Médaille d'or      | Médaille d'or      | Médaille de bronze | Médaille d'or      | Médaille de bronze   | Médaille d'or      | Médaille d'or      | Médaille de bronze | Médaille d'or      | Médaille d'or      | Médaille d'or      | Médaille d'or      | 1er                | Médaille d'argent  | Médaille d'or      | Médaille d'or      | Médaille d'or             | Médaille d'or      | Ec    |
| Mios-Biganos                                | 7e                 | 5e                 | 4e                 | 5e                 | 5e                   | 4e                 | 5e                 | 8e                 | NC                 | -                  | -                  | -                  | -                  | -                  | -                  | -                  | -                         | -                  | -     |
| CA Bègles                                   | 11e                | -                  | -                  | -                  | -                    | -                  | 5e                 | 8e                 | NC                 | -                  | -                  | -                  | -                  | -                  | -                  | -                  | -                         | -                  | -     |
| Neptunes de Nantes                          | -                  | -                  | -                  | -                  | -                    | -                  | 7e                 | 5e                 | 5e                 | 7e                 | 4e                 | 4e                 | 4e                 | 5e                 | 5e                 | Médaille de bronze | Médaille de bronze · Stop | -                  | -     |
| OGC Nice CA HB                              | -                  | -                  | -                  | -                  | -                    | 7e                 | 9e                 | 6e                 | 4e                 | 10e                | 6e                 | Médaille d'argent  | 6e                 | 7e                 | 7e                 | 8e                 | 9e                        | 6e                 | Ec    |
| HBC Nîmes                                   | 5e                 | Médaille de bronze | 5e                 | 4e                 | 7e                   | 5e                 | 8e                 | 4e                 | NC                 | -                  | -                  | -                  | -                  | -                  | -                  | -                  | -                         | -                  | -     |
| Paris 92                                    | Médaille de bronze | 4e                 | -                  | 8e                 | Médaille d'argent    | Médaille de bronze | Médaille d'argent  | Médaille d'argent  | Médaille de bronze | Médaille de bronze | 5e                 | 9e                 | 5e                 | 6e                 | Médaille de bronze | 7e                 | 4e                        | 10e                | Ec    |
| HB Plan-de-Cuques                           | -                  | -                  | -                  | -                  | -                    | -                  | -                  | -                  | -                  | -                  | -                  | -                  | -                  | 12e                | 12e                | 9e                 | 7e                        | 7e                 | Ec    |
| Saint-Amand Handball                        | -                  | -                  | -                  | -                  | -                    | -                  | -                  | -                  | -                  | -                  | -                  | 12e                | -                  | 14e                | -                  | 11e                | 12e                       | 12e                | Ec    |
| Stella Saint-Maur HB                        | -                  | -                  | -                  | -                  | -                    | -                  | -                  | -                  | -                  | -                  | -                  | -                  | -                  | -                  | -                  | -                  | 14e                       | 13e                | Ec    |
| Strasbourg Achenheim Truchtersheim Handball | -                  | -                  | -                  | -                  | -                    | -                  | -                  | -                  | -                  | -                  | -                  | -                  | -                  | -                  | -                  | -                  | 11e                       | 8e                 | Ec    |
| Toulon Métropole VHB                        | -                  | 10e                | Médaille d'or      | Médaille de bronze | 4e                   | 8e                 | 6e                 | 7e                 | 7e                 | 8e                 | 9e                 | 8e                 | 10e                | 11e                | 11e                | 12e                | 13e                       | 11e                | Ec    |
| Toulouse Féminin                            | -                  | -                  | 8e                 | -                  | -                    | -                  | -                  | -                  | -                  | -                  | -                  | -                  | -                  | -                  | -                  | -                  | -                         | -                  | -     |
| CS Vesoul HS                                | 12e                | -                  | -                  | -                  | -                    | -                  | -                  | -                  | -                  | -                  | -                  | -                  | -                  | -                  | -                  | -                  | -                         | -                  | -     |
| Total                                       | 12                 | 11                 | 10                 | 11                 | 10                   | 10                 | 10                 | 10                 | 10                 | 11                 | 12                 | 12                 | 12                 | 14                 | 14                 | 14                 | 14                        | 14                 | 14    |

Légende
- Champion de France
- Vice-champion de France
- Troisième
- Repêché
- Relégation en deuxième division
- Rétrogradation administrative/dépôt de bilan

Notes
1. ↑  Le 17 avril 2020, en conséquence de la pandémie de Covid-19, la LFH décide de l'arrêt du championnat[5] après que 19 des 22 journées ont été disputées, mais pas la phase finale (playoffs et playdowns). Ainsi, le Bureau Directeur de la FFHandball a décidé de ne pas attribuer de titre de Champion de France, les clubs de Brest Bretagne Handball et Metz Handball (tenant du titre) étant classés premiers à égalité de points.
2. ↑  Le Brest Bretagne Handball était précédemment appelé Arvor 29.
3. ↑  La Jeanne d'Arc Dijon Handball était précédemment appelée Cercle Dijon Bourgogne.
4. 1 2  L'US Mios-Biganos et le CA Bègles ont fusionné en 2013 pour former l'Union Mios Biganos-Bègles.
5. ↑  Les Neptunes de Nantes étaient précédemment appelées Nantes Atlantique Handball.
6. ↑  Le Paris 92 était précédemment appelé Issy-Paris Hand.

## Palmarès

### Palmarès saison par saison
Le palmarès du championnat de France féminin de Division 1 est :
| Saison                           | Nb          | Édition     | Vainqueur                                                                             | Deuxième ou finaliste                                                                 | Troisième ou demi-finalistes                                                          |
| Nationale 1                      | Nationale 1 | Nationale 1 | Nationale 1                                                                           | Nationale 1                                                                           | Nationale 1                                                                           |
| -------------------------------- | ----------- | ----------- | ------------------------------------------------------------------------------------- | ------------------------------------------------------------------------------------- | ------------------------------------------------------------------------------------- |
| 1951-1952                        | 41          | 1re         | École Simon-Siégel (1)                                                                | Paris UC                                                                              | Fémina Sport et CA Saint-Fons                                                         |
| 1952-1953                        | 45          | 2e          | École Simon-Siégel (2)                                                                | US Métro                                                                              | CA Saint-Fons et CSL Dijon                                                            |
| 1953-1954                        |             | 3e          | École Simon-Siégel (3)                                                                | Bordeaux EC                                                                           | -                                                                                     |
| 1954-1955                        |             | 4e          | Bordeaux EC (1)                                                                       | Stade français                                                                        | -                                                                                     |
| 1955-1956                        |             | 5e          | Stade français (1)                                                                    | Bordeaux EC                                                                           | -                                                                                     |
| 1956-1957                        |             | 6e          | CSA Molière (1)                                                                       | -                                                                                     | -                                                                                     |
| 1957-1958                        |             | 7e          | US Ivry (1)                                                                           | École Simon-Siégel                                                                    | -                                                                                     |
| 1958-1959                        |             | 8e          | US Ivry (2)                                                                           | Paris UC                                                                              | -                                                                                     |
| 1959-1960                        |             | 9e          | US Ivry (3)                                                                           | Bordeaux EC                                                                           | -                                                                                     |
| 1960-1961                        |             | 10e         | SNUC Atlantique                                                                       | École Simon-Siégel                                                                    | -                                                                                     |
| 1961-1962                        |             | 11e         | Bordeaux EC (2)                                                                       | US Ivry                                                                               | -                                                                                     |
| 1962-1963                        |             | 12e         | US Ivry (4)                                                                           | École Simon-Siégel                                                                    | -                                                                                     |
| 1963-1964,                       |             | 13e         | US Ivry (5)                                                                           | CA Saint-Fons                                                                         | École Simon-Siégel et Stade français                                                  |
| 1964-1965                        |             | 14e         | ES Colombes (1)                                                                       | US Ivry                                                                               | -                                                                                     |
| 1965-1966                        |             | 15e         | ES Colombes (2)                                                                       | US Ivry                                                                               | -                                                                                     |
| 1966-1967                        | 20          | 16e         | Stade Marseillais UC                                                                  | ES Colombes                                                                           | US Ivry et Stade Nantes UCA                                                           |
| 1967-1968                        | 8           | 17e         | ES Colombes (3)                                                                       | US Ivry                                                                               | Stella St-Maur et Stade Marseillais                                                   |
| 1968-1969                        |             | 18e         | US Ivry (6)                                                                           | Stade français                                                                        | Stella Saint-Maur et ??                                                               |
| 1969-1970                        |             | 19e         | US Ivry (7)                                                                           | Paris UC                                                                              | -                                                                                     |
| 1970-1971                        |             | 20e         | Stella Saint-Maur                                                                     | Paris UC                                                                              | Bordeaux EC & Stade français                                                          |
| 1971-1972                        |             | 21e         | Stade pessacais UC                                                                    | ASUL Vaulx-en-Velin                                                                   | -                                                                                     |
| 1972-1973                        | 16          | 22e         | ASUL Vaulx-en-Velin                                                                   | ES Colombes                                                                           | Bordeaux EC & SNUC                                                                    |
| 1973-1974                        |             | 23e         | US Ivry (8)                                                                           | Paris UC                                                                              | SPUC Pessac & Stade français                                                          |
| 1974-1975                        |             | 24e         | Paris UC (1)                                                                          | ASUL Vaulx-en-Velin                                                                   | US Ivry                                                                               |
| 1975-1976                        |             | 25e         | Paris UC (2)                                                                          | US Ivry                                                                               | -                                                                                     |
| 1976-1977                        |             | 26e         | US Ivry (9)                                                                           | Bordeaux EC                                                                           | RCF, ASPTT Strasbourg                                                                 |
| 1977-1978                        |             | 27e         | Paris UC (3)                                                                          | US Ivry                                                                               | -                                                                                     |
| 1978-1979                        |             | 28e         | Troyes OS                                                                             | Paris UC                                                                              | US Ivry                                                                               |
| 1979-1980                        | 20          | 29e         | Paris UC (4)                                                                          | PLM Conflans                                                                          | ASU Lyon & Troyes OS                                                                  |
| 1980-1981                        | 18          | 30e         | Paris UC (5)                                                                          | PLM Conflans                                                                          | Racing Club de France                                                                 |
| 1981-1982                        | 18          | 31e         | US Dunkerque                                                                          | Paris UC                                                                              | PLM Conflans                                                                          |
| 1982-1983                        | 18          | 32e         | Bordeaux EC (3)                                                                       | Paris UC                                                                              | ASU Lyon                                                                              |
| 1983-1984                        | 18          | 33e         | Stade français (2)                                                                    | US Dunkerque                                                                          | ES Besançon                                                                           |
| Nationale 1A                     |             |             |                                                                                       |                                                                                       |                                                                                       |
| 1984-1985                        | 10          | 34e         | USM Gagny (1)                                                                         | ASUL Vaulx-en-Velin                                                                   | Bordeaux Étudiants Club                                                               |
| 1985-1986                        | 10          | 35e         | Stade français/Issy (3)                                                               | USM Gagny                                                                             | ES Besançon                                                                           |
| 1986-1987                        | 10          | 36e         | USM Gagny 93 (2)                                                                      | Stade français Issy-les-Moulineaux                                                    | ES Besançon                                                                           |
| 1987-1988                        | 10          | 37e         | ES Besançon (1)                                                                       | Stade français Issy-les-Moulineaux                                                    | USM Gagny                                                                             |
| 1988-1989                        | 12          | 38e         | ASPTT Metz (1)                                                                        | USM Gagny 93                                                                          | ES Besançon                                                                           |
| 1989-1990                        | 12          | 39e         | ASPTT Metz (2)                                                                        | USM Gagny 93                                                                          | ASUL Vaulx-en-Velin                                                                   |
| 1990-1991                        | 12          | 40e         | USM Gagny 93 (3)                                                                      | ASPTT Metz                                                                            | CSL Dijon                                                                             |
| 1991-1992                        | 12          | 41e         | USM Gagny 93 (4)                                                                      | ASPTT Metz                                                                            | -                                                                                     |
| 1992-1993                        | 12          | 42e         | ASPTT Metz (3)                                                                        | USM Gagny 93                                                                          | CSL Dijon                                                                             |
| 1993-1994                        | 12          | 43e         | ASPTT Metz (4)                                                                        | USM Gagny 93                                                                          | AL Bouillargues                                                                       |
| Division 1                       |             |             |                                                                                       |                                                                                       |                                                                                       |
| 1994-1995                        | 10          | 44e         | ASPTT Metz (5)                                                                        | Stade béthunois                                                                       | Stade français Issy-les-Moulineaux                                                    |
| 1995-1996                        | 10          | 45e         | ASPTT Metz (6)                                                                        | ES Besançon                                                                           | Stade français Issy-les-Moulineaux                                                    |
| 1996-1997                        | 10          | 46e         | ASPTT Metz (7)                                                                        | ES Besançon                                                                           | ASUL Vaulx-en-Velin                                                                   |
| 1997-1998                        | 10          | 47e         | ES Besançon (2)                                                                       | ASPTT Metz                                                                            | ASUL Vaulx-en-Velin                                                                   |
| 1998-1999                        | 10          | 48e         | ASPTT Metz (8)                                                                        | ES Besançon                                                                           | HBC Nîmes                                                                             |
| 1999-2000                        | 10          | 49e         | ASPTT Metz (9)                                                                        | ES Besançon                                                                           | SA Mérignacais                                                                        |
| 2000-2001                        | 12          | 50e         | ES Besançon (3)                                                                       | ASPTT Metz                                                                            | Sun A.L. Bouillargues                                                                 |
| 2001-2002                        | 12          | 51e         | ASPTT Metz (10)                                                                       | ES Besançon                                                                           | Cercle Dijon Bourgogne                                                                |
| 2002-2003                        | 12          | 52e         | ES Besançon (4)                                                                       | ASPTT Metz                                                                            | Cercle Dijon Bourgogne                                                                |
| 2003-2004                        | 12          | 53e         | HB Metz métropole (11)                                                                | ES Besançon                                                                           | CJF Fleury-les-Aubrais                                                                |
| 2004-2005                        | 12          | 54e         | HB Metz métropole (12)                                                                | ES Besançon                                                                           | CJF Fleury-les-Aubrais                                                                |
| 2005-2006                        | 12          | 55e         | HB Metz métropole (13)                                                                | Le Havre AC                                                                           | Mérignac Handball                                                                     |
| 2006-2007                        | 12          | 56e         | HB Metz métropole (14)                                                                | Le Havre AC                                                                           | Cercle Dijon Bourgogne                                                                |
| 2007-2008                        | 12          | 57e         | HB Metz métropole (15)                                                                | Le Havre AC                                                                           | Issy-les-Moulineaux                                                                   |
| Ligue Féminine de Handball (LFH) |             |             |                                                                                       |                                                                                       |                                                                                       |
| 2008-2009                        | 11          | 58e         | Metz Handball (16)                                                                    | Le Havre AC                                                                           | HBC Nîmes                                                                             |
| 2009-2010                        | 10          | 59e         | Toulon Saint-Cyr VHB                                                                  | Le Havre AC                                                                           | Metz Handball                                                                         |
| 2010-2011                        | 11          | 60e         | Metz Handball (17)                                                                    | Arvor 29                                                                              | Toulon Saint-Cyr VHB                                                                  |
| 2011-2012                        | 10          | 61e         | Arvor 29 (1)                                                                          | Issy Paris Hand                                                                       | Metz Handball                                                                         |
| 2012-2013                        | 10          | 62e         | Metz Handball (18)                                                                    | CJF Fleury Loiret Handball                                                            | Issy Paris Hand                                                                       |
| 2013-2014                        | 10          | 63e         | Metz Handball (19)                                                                    | Issy Paris Hand                                                                       | Le Havre AC                                                                           |
| 2014-2015                        | 10          | 64e         | CJF Fleury Loiret Handball                                                            | Issy Paris Hand                                                                       | Metz Handball                                                                         |
| 2015-2016                        | 10          | 65e         | Metz Handball (20)                                                                    | CJF Fleury Loiret Handball                                                            | Issy Paris Hand                                                                       |
| 2016-2017                        | 11          | 66e         | Metz Handball (21)                                                                    | Brest Bretagne Handball                                                               | Issy Paris Hand                                                                       |
| 2017-2018                        | 12          | 67e         | Metz Handball (22)                                                                    | Brest Bretagne Handball                                                               | ES Besançon                                                                           |
| 2018-2019                        | 12          | 68e         | Metz Handball (23)                                                                    | OGC Nice Handball                                                                     | Brest Bretagne Handball                                                               |
| Ligue Butagaz Energie (LBE)      |             |             |                                                                                       |                                                                                       |                                                                                       |
| 2019-2020                        | 12          | 69e         | Non décerné pour cause de pandémie de Covid-19. Brest et Metz sont premiers ex aequo. | Non décerné pour cause de pandémie de Covid-19. Brest et Metz sont premiers ex aequo. | Non décerné pour cause de pandémie de Covid-19. Brest et Metz sont premiers ex aequo. |
| 2020-2021                        | 14          | 70e         | Brest Bretagne Handball (2)                                                           | Metz Handball                                                                         | Nantes Atlantique Handball                                                            |
| 2021-2022                        | 14          | 71e         | Metz Handball (24)                                                                    | Brest Bretagne Handball                                                               | Paris 92                                                                              |
| 2022-2023                        | 14          | 72e         | Metz Handball (25)                                                                    | Brest Bretagne Handball                                                               | Neptunes de Nantes                                                                    |
| 2023-2024                        | 14          | 73e         | Metz Handball (26)                                                                    | Brest Bretagne Handball                                                               | Neptunes de Nantes                                                                    |
| 2024-2025                        | 14          | 74e         | Metz Handball (27)                                                                    | Brest Bretagne Handball                                                               | JDA Dijon                                                                             |
| 2025-2026                        | 14          | 75e         | en cours                                                                              | en cours                                                                              | en cours                                                                              |

### Tableau d'honneur (clubs)
| Rang  | Club                               | Titres | Années victorieuses |
| ----- | ---------------------------------- | ------ | --- |
| 1     | Metz Handball                      | 27     | 1989, 1990, 1993, 1994, 1995, 1996, 1997, 1999, 2000, 2002, 2004, 2005, 2006, 2007, 2008, 2009, 2011, 2013, 2014, 2016, 2017, 2018, 2019, 2022, 2023 et 2024, 2025 |
| 2     | US Ivry                            | 9      | 1958, 1959, 1960, 1963, 1964, 1969, 1970, 1974 et 1977 |
| 3     | Paris UC                           | 5      | 1975, 1976, 1978, 1980 et 1981 |
| 4     | ES Colombes                        | 4      | 1957, 1965, 1966 et 1968 |
| 4     | USM Gagny                          | 4      | 1985, 1987, 1991 et 1992 |
| 4     | ES Besançon                        | 4      | 1988, 1998, 2001 et 2003 |
| 6     | École Simon-Siégel                 | 3      | 1952, 1953 et 1954 |
| 6     | Bordeaux EC                        | 3      | 1955, 1962 et 1983 |
| 6     | Stade français Issy-les-Moulineaux | 3      | 1956, 1984 et 1986 |
| 10    | Brest Bretagne Handball            | 2      | 2012 et 2021 |
| 11    | Stade Nantais UC                   | 1      | 1961 |
| 11    | Stade Marseillais UC               | 1      | 1967 |
| 11    | Stella Saint-Maur                  | 1      | 1971 |
| 11    | Stade Pessacais UC                 | 1      | 1972 |
| 11    | ASUL Vaulx-en-Velin                | 1      | 1973 |
| 11    | Troyes OS                          | 1      | 1979 |
| 11    | US Dunkerque                       | 1      | 1982 |
| 11    | Toulon Saint-Cyr Var HB            | 1      | 2010 |
| 11    | CJF Fleury Loiret Handball         | 1      | 2015 |
| -     | non décerné                        | 1      | 2020 |
| Total | Total                              | 74     | 1951-2025 |

Légende :  10 titres remportés ; T : tenant du titre
1. ↑  En tant que CSA Molière

### Tableau d'honneur (joueuses)
Parmi les joueuses les plus titrées, on trouve :
| Titres | Joueurs                       | Saisons                                                                                    | Clubs         |
| ------ | ----------------------------- | ------------------------------------------------------------------------------------------ | ------------- |
| 15     | Isabelle Wendling             | 1990, 1993, 1994, 1995, 1996, 1997, 1999, 2000, 2002, 2004, 2005, 2006, 2007, 2008 et 2009 | Metz Handball |
| 11     | Nina Kanto                    | 2002, 2004, 2005, 2006, 2007, 2008, 2009, 2011, 2013, 2014 et 2016                         | Metz Handball |
| 9      | Delphine Guehl                | 1997, 1999, 2000, 2002, 2005, 2006, 2007, 2008 et 2009                                     | Metz Handball |
| 9      | Estelle Vogein                | 1994, 1995, 1996, 1997, 1999, 2000, 2002, 2004 et 2005                                     | Metz Handball |
| 8      | Renée Bellec[réf. nécessaire] | 1958, 1959, 1960, 1963, 1964, 1969, 1970 et 1974                                           | US Ivry       |
| 8      | Grâce Zaadi                   | 2011, 2013, 2014, 2016, 2017, 2018, 2019 et 2022                                           | Metz Handball |
| 7      | Marie-Claire Cathiard         | 1958, 1959, 1960, 1963, 1964, 1969 et 1970                                                 | US Ivry       |
| 7      | Suzanne Cathiard              | 1958, 1959, 1960, 1963, 1964, 1969 et 1970                                                 | US Ivry       |
| 7      | Nathalie Selambarom           | 1995, 1996, 1997, 1999, 2000, 2002 et 2004                                                 | Metz Handball |
| 7      | Katty Piejos                  | 2005, 2006, 2007, 2008, 2009, 2011 et 2013                                                 | Metz Handball |
| 7      | Laura Glauser                 | 2011, 2013, 2014, 2016, 2017, 2018 et 2019                                                 | Metz Handball |
| 6      | Corinne Krumbholz             | 1989, 1990, 1993, 1994, 1996 et 1997                                                       | Metz Handball |
| 6      | Irina Popova                  | 1993, 1994, 1995, 1996, 1997 et 1999                                                       | Metz Handball |
| 6      | Leila Duchemann-Lejeune       | 1995, 1996, 1997, 1999, 2000 et 2002                                                       | Metz Handball |
| 6      | Lenka Černá                   | 1996, 1997, 1999, 2000, 2004 et 2005                                                       | Metz Handball |
| 6      | Amandine Leynaud              | 2005, 2006, 2007, 2008, 2009 et 2011                                                       | Metz Handball |
| 6      | Jurswailly Luciano            | 2013, 2014, 2016, 2017, 2018 et 2019                                                       | Metz Handball |

### Handball à onze
Avant l'instauration du handball à sept joueurs et en salle, le handball se jouait à onze en extérieur sur un terrain de football. Parallèlement au Championnat masculin, une compétition a ainsi été organisé sous forme de championnat de France en 1942 et 1943 et sous forme de coupe de France entre 1944 et 1957 :
| Année | Vainqueur                   | Finaliste          | Score    |
| ----- | --------------------------- | ------------------ | -------- |
| 1942  | Paris UC (1) (zone nord)    | ?                  | ? – ?    |
| 1942  | FC Lyon (1) (zone sud)      | ?                  | ? – ?    |
| 1943  | Paris UC (2)                | ?                  | ? – ?    |
| 1944  | AS Bondy (1) (zone nord)    | ?                  | ? – ?    |
| 1944  | SMUC Féminin (1) (zone sud) | ?                  | ? – ?    |
| 1945  | AS Bondy (2)                | Stade niortais     | 4 – 3ap  |
| 1946  | École Simon-Siégel          | AS Bondy           | 5 – 0    |
| 1947  | École Simon-Siégel (2)      | Stade messin       | 4 – 3    |
| 1948  | École Simon-Siégel (3)      | Fémina Sport       | 4 – 2    |
| 1949  | École Simon-Siégel (4)      | Fémina Sport       | 2 – 1ap  |
| 1950  | Fémina Sport                | US Métro           | ? – ?    |
| 1951  | École Simon-Siégel (5)      | Fémina Sport       | 5 – 2    |
| 1952  | Fémina Sport                | École Simon-Siégel | 6 – 3    |
| 1953  | Fémina Sport                | US Métro           | 5 – 3a2p |
| 1954  | École Simon-Siégel (6)      | ?                  | ? – ?    |
| 1955  | École Simon-Siégel (7)      | ?                  | ? – ?    |
| 1956  | École Simon-Siégel (8)      | ?                  | ? – ?    |
| 1957  | École Simon-Siégel (9)      | ?                  | ? – ?    |

## Récompenses individuelles

### Meilleure joueuse (MVP)
Depuis la saison 2008-2009 est décerné le trophée de la meilleure joueuse de la saison :
| Meilleure joueuse par saison |                                            |                           |        |
| Saison                       | Joueuse                                    | Club                      | Poste  |
| 2008-09                      | Amandine Leynaud Karolina Siódmiak         | Metz Handball Le Havre AC | GB DC  |
| 2009-10                      | Amandine Leynaud (2) Karolina Siódmiak (2) | Metz Handball Le Havre AC | GB DC  |
| 2010-11                      | Siraba Dembélé Julija Nikolić              | Toulon Saint-Cyr Arvor 29 | ALG DC |
| 2011-12                      | Alexandra Lacrabère                        | Arvor 29                  | ARD    |
| 2012-13                      | Kristina Liščević                          | Metz Handball             | DC     |
| 2013-14                      | Stine Bredal Oftedal                       | Issy Paris                | DC     |
| 2014-15                      | Mouna Chebbah                              | HBC Nîmes                 | DC     |
| 2015-16                      | Stine Bredal Oftedal (2)                   | Issy Paris                | DC     |
| 2016-17                      | Stine Bredal Oftedal (3)                   | Issy Paris                | DC     |
| 2017-18                      | Cléopâtre Darleux                          | Brest Bretagne Handball   | GB     |
| 2018-19                      | Xenia Smits                                | Metz Handball             | ARG    |
| 2019-20                      | Bruna de Paula (2)                         | Fleury Loiret Handball    | DC     |
| 2020-21                      | Ana Gros                                   | Brest Bretagne Handball   | ARD    |
| 2021-22                      | Ehsan Abdelmalek                           | OGC Nice                  | DC     |
| 2022-23                      | Bruna de Paula                             | Metz Handball             | DC     |
| 2023-24                      | Chloé Valentini                            | Metz Handball             | ALG    |
| 2024-25                      | Cléopâtre Darleux (2)                      | Metz Handball             | GB     |
| 2025-26                      | -                                          | -                         | -      |

| Bilan |                      |        |                    |
| Rang  | Joueuse              | Titres | Saisons            |
| 1     | Stine Bredal Oftedal | 3      | 2014, 2016, 2017   |
| 2     | Amandine Leynaud     | 2      | 2009 (F), 2010 (F) |
| 2     | Karolina Siódmiak    | 2      | 2009 (E), 2010 (E) |
| 2     | Bruna de Paula       | 2      | 2020, 2023         |
| 2     | Cléopâtre Darleux    | 2      | 2018, 2025         |
| 6     | Ehsan Abdelmalek     | 1      | 2022               |
| 6     | Mouna Chebbah        | 1      | 2015               |
| 6     | Siraba Dembélé       | 1      | 2011 (F)           |
| 6     | Ana Gros             | 1      | 2021               |
| 6     | Alexandra Lacrabère  | 1      | 2012               |
| 6     | Kristina Liščević    | 1      | 2013               |
| 6     | Julija Nikolić       | 1      | 2011 (E)           |
| 6     | Xenia Smits          | 1      | 2019               |
| 6     | Chloé Valentini      | 1      | 2024               |

### Meilleur entraîneur de la saison
Depuis la saison 2008-2009 est également décerné le trophée du meilleur entraîneur de la saison :
| Meilleure entraineur par saison |                                           |                                       |
| Saison                          | Entraîneur                                | Club                                  |
| 2008-09                         | Sandor Rac                                | Metz Handball                         |
| 2009-10                         | Emmanuel Mayonnade                        | US Mios-Biganos                       |
| 2010-11                         | Laurent Bezeau                            | Arvor 29                              |
| 2011-12                         | Laurent Bezeau (2)                        | Arvor 29                              |
| 2012-13                         | Sandor Rac (2)                            | Metz Handball                         |
| 2013-14                         | Arnaud Gandais                            | Issy Paris Hand                       |
| 2014-15                         | Pablo Morel                               | Issy Paris Hand                       |
| 2015-16                         | Emmanuel Mayonnade (2)                    | Metz Handball                         |
| 2016-17                         | Emmanuel Mayonnade (3)                    | Metz Handball                         |
| 2017-18                         | Emmanuel Mayonnade (4) Laurent Bezeau (3) | Metz Handball Brest Bretagne Handball |
| 2018-19                         | Emmanuel Mayonnade (5)                    | Metz Handball                         |
| 2019-20                         | Laurent Bezeau (4)                        | Brest Bretagne Handball               |
| 2020-21                         | Laurent Bezeau (5)                        | Brest Bretagne Handball               |
| 2021-22                         | Emmanuel Mayonnade (6)                    | Metz Handball                         |
| 2022-23                         | Emmanuel Mayonnade (7)                    | Metz Handball                         |
| 2023-24                         | Emmanuel Mayonnade (8)                    | Metz Handball                         |
| 2024-25                         | Emmanuel Mayonnade (9)                    | Metz Handball                         |
| 2025-26                         | -                                         | -                                     |

### Meilleures buteuses
| Meilleure buteuse par saison |                                            |                             |      |
| Saison                       | Joueuse                                    | Club                        | Buts |
| 1982-1983                    | Carole Martin                              | Troyes OS                   | 108  |
| 1983-1984                    | ?                                          | ?                           | ?    |
| 1984-1985                    | Carole Martin (2) Florence Garcin          | USM Gagny HBC Aix-en-Savoie | 123  |
| 1985-1986                    | Carole Martin (3)                          | USM Gagny                   | 165  |
| 1986-1987                    | ?                                          | ?                           | ?    |
| 1987-1988                    | Murielle Bailet                            | ASPTT Nice                  | 133  |
| 1988-1989                    | ?                                          | ?                           | ?    |
| 1989-1990                    | Zita Galić                                 | ASPTT Metz-Marly            | 188  |
| 1990-1991                    | Zita Galić[réf. nécessaire] (2)            | ASPTT Metz-Marly            | ?    |
| 1991-1992                    | Zita Galić (3)                             | ASPTT Metz-Marly            | 178  |
| 1992-1993                    | Zita Galić (4)                             | ASPTT Metz-Marly            | 153  |
| 1993-1994                    | Zita Galić (5)                             | ASPTT Metz-Marly            | 149  |
| 1994-1995                    | Cathrine Svendsen                          | AL Bouillargues             | 148  |
| 1995-1996                    | ?                                          | ?                           | ?    |
| 1996-1997                    | ?                                          | ?                           | ?    |
| 1997-1998                    | ?                                          | ?                           | ?    |
| 1998-1999                    | Laïsa Lerus                                | Stade français Issy         | 128  |
| 1999-2000                    | Tzvetelina Demirev                         | AS Bondy                    | ?    |
| 2000-2001                    | Tzvetelina Demirev (2)                     | AS Bondy                    | 145  |
| 2001-2002                    | Tzvetelina Demirev (3)                     | AS Bondy                    | 149  |
| 2002-2003                    | Marcelina Kiala                            | Cercle Dijon Bourgogne      | 155  |
| 2003-2004                    | Maureen Zuccaro                            | US Mios-Biganos             | 158  |
| 2004-2005                    | Stéphanie Fiossonangaye                    | ES Besançon                 | 139  |
| 2005-2006                    | Noumia Zitiou                              | Mérignac Handball           | 129  |
| 2006-2007                    | Aline Silva dos Santos                     | Le Havre AC                 | 131  |
| 2007-2008                    | Aline Silva dos Santos Maureen Zuccaro (2) | Le Havre AC US Mios Biganos | 144  |
| 2008-2009                    | Élodie Mambo                               | US Mios-Biganos             | 155  |
| 2009-2010                    | Adeline Gaschet                            | SC Angoulême                | 139  |
| 2010-2011                    | Lenka Kysučanová                           | HBC Nîmes                   | 153  |
| 2011-2012                    | Alexandra Lacrabère                        | Arvor 29                    | 125  |
| 2012-2013                    | Paule Baudouin                             | Metz Handball               | 125  |
| 2013-2014                    | Alexandra Lacrabère (2)                    | US Mios-Biganos             | 129  |
| 2014-2015                    | Mouna Chebbah                              | HBC Nîmes                   | 180  |
| 2015-2016                    | Ana Gros                                   | Metz Handball               | 115  |
| 2016-2017                    | Mouna Chebbah (2)                          | Chambray Touraine           | 148  |
| 2017-2018                    | Ana Gros (2)                               | Metz Handball               | 196  |
| 2018-2019                    | Ana Gros (3)                               | Brest Bretagne Handball     | 187  |
| 2019-2020                    | Ana Gros (4)                               | Brest Bretagne Handball     | 125  |
| 2020-2021                    | ?                                          | ?                           | ?    |
| 2021-2022                    | Ehsan Abdelmalek                           | OGC Nice                    | 143  |
| 2022-2023                    | Nathalie Hagman                            | Neptunes de Nantes          | 147  |
| 2023-2024                    | Nele Antonissen                            | Plan-de-Cuques              | 188  |
| 2024-25                      | Lylou Borg                                 | Mérignac Handball           | 184  |
| 2025-26                      | -                                          | -                           | -    |

## Le championnat en Europe

### Classement EHF
Après avoir la deuxième place du coefficient EHF en 2021, la France est désormais classée au quatrième rang en 2024 pour la saison 2025-2026 de la Ligue des champions (C1) et de la Ligue européenne (C3) :
| Rang                   | Championnat | Coeff. | Places |
| ---------------------- | ----------- | ------ | ------ |
| 1                      | Hongrie     | 210,33 | 1      |
| 2                      | Norvège     | 198,33 | 1      |
| 3                      | Danemark    | 154,67 | 1      |
| 4                      | France      | 143,33 | 1      |
| 5                      | Roumanie    | 113,00 | 1      |
| 6                      | Russie      | 113,00 | 0      |
| 7                      | Allemagne   | 99,33  | 1      |
| 8                      | Slovénie    | 86,33  | 1      |
| 9                      | Monténégro  | 46,67  | 1      |
| 10 à 50 : aucune place |             |        |        |

| Rang                                   | Championnat | Coeff. | Places |
| -------------------------------------- | ----------- | ------ | ------ |
| 1                                      | Danemark    | 96,00  | 4      |
| 2                                      | Allemagne   | 94,67  | 4      |
| 3                                      | Norvège     | 85,67  | 3      |
| 4                                      | Roumanie    | 81,67  | 3      |
| 5                                      | France      | 64,00  | 3      |
| 6                                      | Hongrie     | 48,67  | 3      |
| 7                                      | Croatie     | 38,67  | 3      |
| 8                                      | Russie      | 33,00  | 0      |
| 9                                      | Pologne     | 27,33  | 3      |
| 10 à 18 : 2 places ; 19 à 29 : 1 place |             |        |        |
| 30 à 50 : 0 place                      |             |        |        |

Aucun club français ne participe à la Coupe européenne (C4) mais il est possible de demander des invitations en Ligue des champions (C1) et en Ligue européenne (C3).
L'évolution du Coefficient EHF du championnat au cours des saisons est le suivant :
| Année | 06 | 07 | 08 | 09 | 10 | 11 | 12 | 13 | 14 | 15 | 16 | 17 | 18 | 19 | 20 | 21 | 22 | 23 | 24 |
| ----- | -- | -- | -- | -- | -- | -- | -- | -- | -- | -- | -- | -- | -- | -- | -- | -- | -- | -- | -- |
| Rang  | 11 | 11 | 11 | 9  | 8  | 8  | 8  | 8  | 7  | 6  | 7  | 7  | 5  | 5  | 5  | 2  | 3  | 3  | 4  |

### Parcours en coupe d'Europe

#### Parcours enLigue des champions (C1)
| Saison    | Représentant               | Résultat                                | V - N - D (%V)   |
| --------- | -------------------------- | --------------------------------------- | ---------------- |
| 2008-2009 | Metz Handball              | Phase de groupes, 3e groupe D           | 4 - 0 - 5 (44%)  |
| 2009-2010 | Metz Handball              | Phase de groupes, 3e groupe B           | 2 - 1 - 3 (33%)  |
| 2010-2011 | Toulon St-Cyr Var HB       | Phase de groupes, 3e groupe C           | 2 - 0 - 4 (33%)  |
| 2011-2012 | Metz Handball              | Tour principal, 4e groupe Z             | 3 - 1 - 8 (25%)  |
| 2012-2013 | Issy Paris Hand            | 3e du tournoi de wild-card              | 0 - 0 - 2 (0%)   |
| 2013-2014 | Metz Handball              | Premier tour, 3e groupe C               | 3 - 0 - 3 (50%)  |
| 2014-2015 | Metz Handball              | Tour principal, 5e groupe Z             | 3 - 1 - 8 (25%)  |
| 2015-2016 | CJF Fleury Loiret Handball | Tour principal, 5e groupe W             | 3 - 3 - 6 (25%)  |
| 2016-2017 | Metz Handball              | Quart de finale                         | 8 - 0 - 6 (57%)  |
| 2017-2018 | Metz Handball              | Quart de finale                         | 10 - 0 - 4 (71%) |
| 2017-2018 | Brest Bretagne Handball    | Premier tour, 4e groupe B               | 0 - 0 - 6 (0%)   |
| 2018-2019 | Metz Handball              | 4e du Final 4                           | 11 - 1 - 4 (69%) |
| 2018-2019 | Brest Bretagne Handball    | Tour principal, 6e groupe I             | 2 - 3 - 7 (17%)  |
| 2019-2020 | Brest Bretagne Handball    | Compétition arrêtée en quarts de finale | 10 - 1 - 1 (83%) |
| 2019-2020 | Metz Handball              | Compétition arrêtée en quarts de finale | 7 - 3 - 2 (58%)  |
| 2020-2021 | Brest Bretagne Handball    | Vice-champion                           | 9 - 7 - 4 (45%)  |
| 2020-2021 | Metz Handball              | Quart de finale                         | 10 - 1 - 5 (63%) |
| 2021-2022 | Metz Handball              | Médaille de bronze                      | 14 - 1 - 5 (70%) |
| 2021-2022 | Brest Bretagne Handball    | Quart de finale                         | 9 - 2 - 7 (50%)  |
| 2022-2023 | Metz Handball              | Quart de finale                         | 13 - 1 - 2 (81%) |
| 2022-2023 | Brest Bretagne Handball    | Barrages                                | 5 - 2 - 9 (31%)  |
| 2023-2024 | Metz Handball              | 4e du Final 4                           | 13 - 0 - 5 (72%) |
| 2023-2024 | Brest Bretagne Handball    | Barrages                                | 8 - 3 - 5 (50%)  |
| 2024-2025 | Metz Handball              | 4e du Final 4                           | 15 - 1 - 2 (83%) |
| 2024-2025 | Brest Bretagne Handball    | Quart de finale                         | 8 - 1 - 9 (44%)  |
| 2025-2026 | Metz Handball              | à venir                                 | à venir          |
| 2025-2026 | Brest Bretagne Handball    | à venir                                 | à venir          |

- gras : meilleur résultat pour un club français
- champion
- vice-champion
- 3e place
- 4e place

#### Résultats importants enCoupe d'Europe des vainqueurs de coupe (C2)
| Saison    | Représentant      | Résultat      |
| --------- | ----------------- | ------------- |
| 2002-2003 | ES Besançon       | Champion      |
| 2012-2013 | Issy Paris Hand   | Vice-champion |
| 2014-2015 | CJF Fleury Loiret | Vice-champion |

- gras : meilleur résultat pour un club français
- champion
- vice-champion
- 3e place
- 4e place

#### Résultats importants enLigue européenne / Coupe de l'EHF (C3)
| Saison    | Représentant               | Résultat      |
| --------- | -------------------------- | ------------- |
| 1992-1993 | CSL Dijon                  | Vice-champion |
| 2012-2013 | Metz Handball              | Vice-champion |
| 2020-2021 | Nantes Atlantique Handball | Champion      |
| 2023-2024 | Nantes Atlantique Handball | 3e            |
| 2024-2025 | JDA Dijon                  | 3e            |

- gras : meilleur résultat pour un club français
- champion
- vice-champion
- 3e place
- 4e place

#### Résultats importants enCoupe européenne / Coupe Challenge (C4)
| Saison    | Représentant           | Résultat      |
| --------- | ---------------------- | ------------- |
| 2000-2001 | HBC Nîmes              | Champion      |
| 2004-2005 | Cercle Dijon Bourgogne | Vice-champion |
| 2007-2008 | Mérignac Handball      | Vice-champion |
| 2008-2009 | HBC Nîmes (2)          | Champion      |
| 2010-2011 | US Mios-Biganos BA     | Champion      |
| 2011-2012 | Le Havre AC Handball   | Champion      |
| 2013-2014 | Issy Paris Hand        | Vice-champion |

- gras : meilleur résultat pour un club français
- champion
- vice-champion
- 3e place
- 4e place

## Logos successifs

Logo du championnat et de la LFH de 2009 à 2016.
Logo du championnat de 2016 à 2019. Egalement logo actuel de la LFH.
Logo de la saison 2018-2019 du championnat et de la LFH, à l'occasion des 10 ans de la LFH.
Logo du championnat de 2019 à 2022.